# Миллз, Себастьян Бах
Себастьян Бах Миллз (англ. Sebastian Bach Mills; 13 марта 1839, Сайренсестер — 21 декабря 1898, Висбаден) — американский пианист британского происхождения.
Сын органиста Глостерского собора, назван в честь Иоганна Себастьяна Баха.
Дебютировал в шестилетнем возрасте в лондонском театре Друри-Лейн с дирижёром Луи Антуаном Жюльеном. Учился в Лондоне у Чиприани Поттера и У. С. Беннетта, в 1855 г. стал одним из органистов кафедрального собора в Шеффилде. С 1856 г. учился в Лейпцигской консерватории, где среди его наставников были Луи Плайди, Игнац Мошелес, Юлиус Риц и Мориц Гауптман.
В 1858 г. Миллз отправился в США и, немедленно оказавшись наиболее популярным и востребованным солистом на нью-йоркской сцене, провёл там почти всю жизнь, за исключением гастрольных поездок в Германию (1859, 1867, 1878) и последних месяцев жизни, проведённых там же. В 1859—1877 гг. он каждый год выступал как солист с Нью-Йоркским филармоническим оркестром. Среди произведений, которые он впервые исполнил в США, — фортепианный концерт Роберта Шумана (1859), второй концерт Фридерика Шопена (1861), второй концерт Ференца Листа (1865), концерт № 25 Вольфганга Амадея Моцарта (1865), концерты Фердинанда Хиллера, Карла Райнеке, Ганса Бронзарта фон Шеллендорфа, сюита для фортепиано с оркестром Иоахима Раффа.
После 1880 г. занимался преимущественно педагогической работой. Среди его учеников, в частности, Уильям Дэйес.
Автор лёгких фортепианных пьес.